# 1600 Висоцький
1600 Висоцький (1600 Vyssotsky) — астероїд головного поясу, відкритий 22 жовтня 1947 року.
Тіссеранів параметр щодо Юпітера — 3,925.